# Коронація слова — 2009

Логотип конкурсу

Коронація слова — всеукраїнський конкурс романів, кіносценаріїв та п'єс.
Урочисте оголошення переможців дев'ятого конкурсу «Коронація слова 2009» відбулося 4 червня 2009 у Національному академічному театрі ім. Івана Франка.

## Переможці конкурсу

### Романи
Лауреати
- I премія: «Замок Гербутів» Галина Вдовиченко (вийшов друком під назвою «Тамдевін»)
- II премія: «Мексиканські хроніки». Історія однієї Мрії. Максим Кідрук
- III премія: «Іван Богун» Юрій Сорока

Дипломанти
- «Мрійні небокраї» Петро Дараманчук
- «Переможців не судять» Олександр Есаулов
- «Мій друг Юрко Циркуль та інші» Валентин Бердута
- «Надія: сплутані пазли» Світлана Горбань, Наталя Лапіна
- «Яскраве життя і надзвичайні пригоди Зоряної Мальви» Владислав Івченко
- «Via combusta (Випалений шлях)» Маріанна Маліна
- «Віч-на-віч» Ростислав Мусієнко

Дипломанти «Вибір видавців»
- «Рай.Центр» Люко Дашвар (Ірина Чернова)
- «Святий Йосиф Обручник» (роман про Святу Родину) Марія Влад

### Кіносценарії
Лауреати
- I премія «Фросина любов» Віктор Абузяров
- II премія «Оксана» Олександр Денисенко
- III премія «Страхорама» Наталія Шевченко, Олександр Шевченко

Дипломанти
- «Острів Крір» Олена Негреску
- «22-24» Роман Бондарчук, Алла Тютюнник, Дар'я Аверченко
- «Форма життя» Ганна Костильова, Олег Гаєнко, ідея — Ігор Стеколенко
- «Правила мінус» Олександр Жовна
- «Деменція» Наталія Шевченко, Олександр Шевченко

### П'єси
Лауреати
- I премія «Червона свитка» Гарольд Бодикін
- II премія «Веселкове диво» Марія Баліцька
- III премія «Несамовиті» Надія Ковалик

Дипломанти
- «Вбити наречену» Ірен Роздобудько
- «Батьківська хата» Іван Нагірняк
- «Переступи поріг» Леся Білик, Леонід Білик
- «Трагікомедія» Остап Соколюк
- «Прозорий будинок» Ольга Рекетенець, Наталя Топіха

### Пісенна лірика про кохання
Лауреати
- I премія «Осінній кіберпанк» Тарас Антипович
- II премія «Я буду тебе чекати» Оксана Михальчук
- III премія «Я шепотіла…» Олеся Сінчук

Дипломанти
- «Дощі» Наталія Котович
- «Я вірю в тебе…» Галина Ярема
- «Осінній романс» Валентина Романенко
- «Подорож по дахах» Юрій Волощак
- «Романс байдужості» Ігор Жук

Дипломанти «Вибір композиторів»
- «Виший мені, мамо!» Олександра Самарцева
- «SMS-кохання» Віталій Перетятько
- «Зимова казка» Юрій Кісіль